# 菲利普·里布
菲利普·里布（法語：Philippe Riboud，1957年4月9日—），法国男子击剑运动员。他曾获得1979年和1986年世界击剑锦标赛男子重剑个人冠军。他也参加了1976年、1980年、1984年和1988年四届夏季奥运会，共收获两枚金牌、两枚银牌和两枚铜牌。